# ديفيد سكوت (كاتب)
ديفيد سكوت (بالإنجليزية: David Scott)‏ هو كاتب أمريكي، ولد في 1961.